# Livinské Opatovce
Livinské Opatovce jsou obec na Slovensku v okrese Partizánske v Trenčínském kraji ležící v střední části pohoří Nitranská pahorkatina. Žije zde 283 obyvatel.
První písemná zmínka o obci je z roku 1340. V obci je klasicistní římskokatolický kostel svaté Kateřiny Alexandrijské z 19. století.